# Nil
|  | Per a altres significats, vegeu «Nil (desambiguació)». |

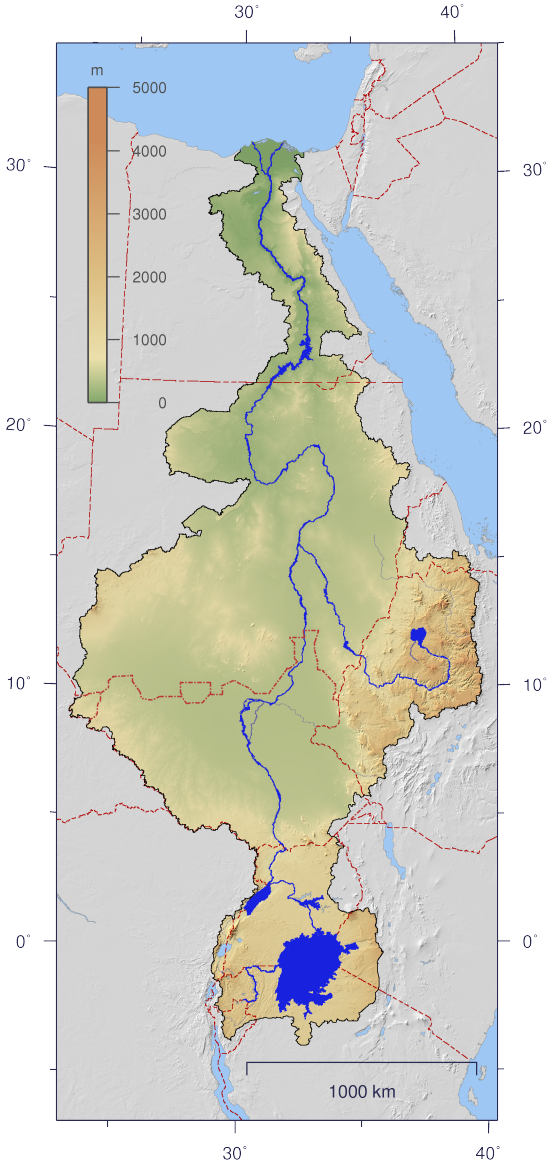
Mapa de la conca del Nil

El riu Nil (del grec antic Νεῖλος, Neilos, literalment ‘vall de riu’; àrab: النيل, an-Nīl) és el riu més gran d'Àfrica. Amb una longitud de 6.671 km des del seu naixement a Burundi fins a la seva desembocadura al mar Mediterrani, flueix a través d'Uganda, el Congo, el Sudan, el Sudan del Sud, Etiòpia i Egipte. El Nil té dos afluents principals, el Nil Blanc i el Nil Blau. El Nil Blanc s'inicia a la regió dels Grans Llacs d'Àfrica central, mentre que el Nil Blau sorgeix del llac Tana a Etiòpia.

## Etimologia
La paraula Nil (de l'àrab نيل, Nīl) prové del terme grec Nilos (Νειλος), que significa ‘vall de cama curta’. En l'antiga llengua egípcia, el riu era anomenat Ḥ'pī o iteru, ‘gran riu’, representat per jeroglífics com els que mostra la imatge itrw. En copte, la paraula piaro (en dialecte sahídic o tebà) o phiaro (en dialecte bohaíric o memfita) significa ‘el riu’, literalment ‘el gran canal’. En el text hebreu de la Bíblia és anomenat יְאוֹר, Y'or.

## Història
El Nil va ser un element fonamental per al naixement de la civilització de l'antic Egipte. La major part de les seves ciutats es trobaven a la vall del Nil i el delta, al nord d'Assuan. El Nil va ser vital per a la cultura egípcia des de l'edat de pedra. El canvi del clima i la desertització van assecar les terres de caça i de pastura de l'Àfrica septentrional per a conformar el desert del Sàhara, pels voltants del 8000 aC; llavors, molts dels habitants van emigrar i es varen assentar al costat del riu Nil, on desenvoluparen una economia agrícola i una societat centralitzada. A més, se sap que el riu Nil es va congelar en dues ocasions al llarg de la història, l'any 829 i el 1010.

### Eonil

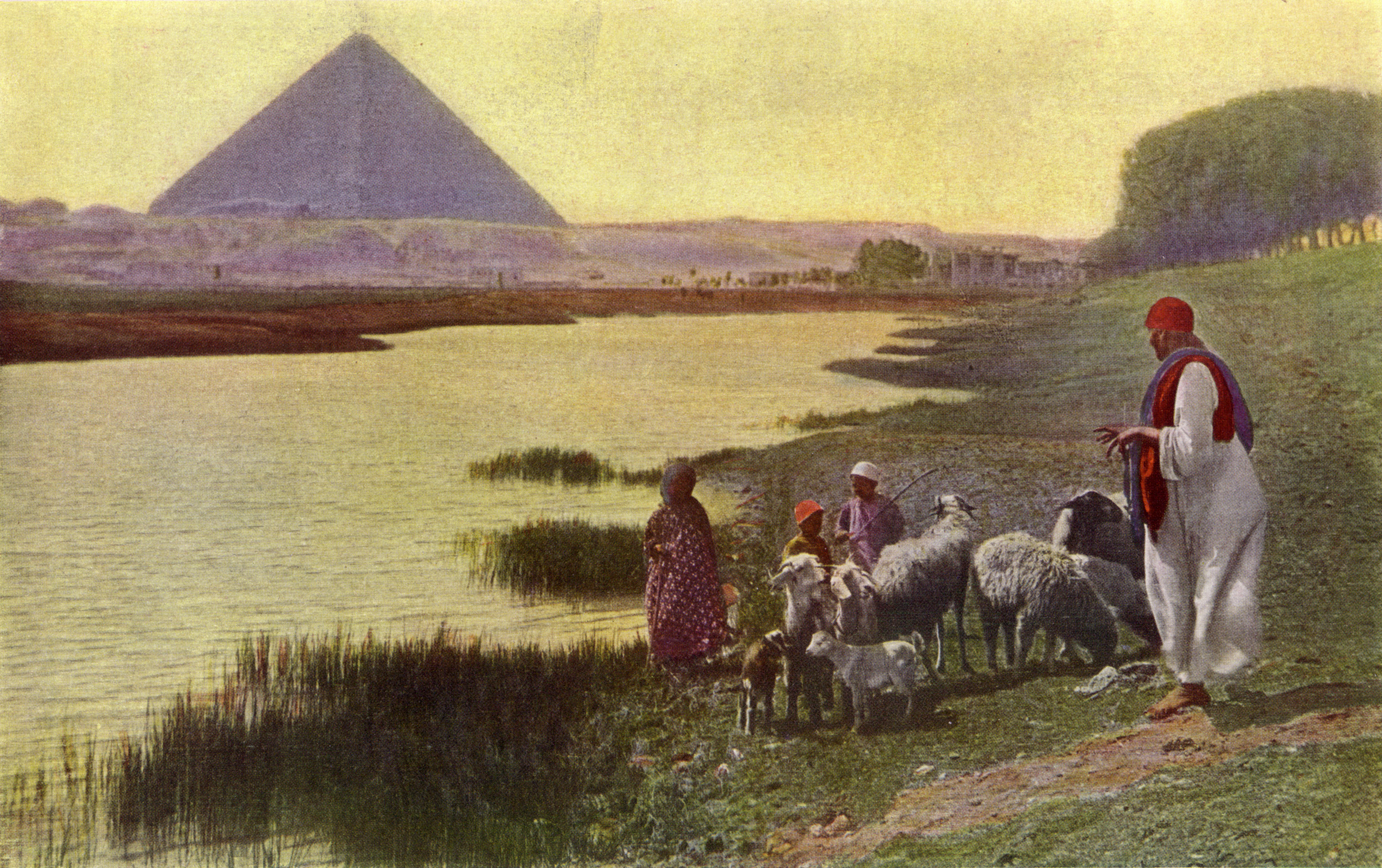
El Nil a la revista National Geographic, número 31 de 1917

S'estima que l'actual riu Nil és, com a mínim, el cinquè riu que ha fluït al nord de les terres altes etiòpies. Les imatges des de satèl·lit que van ser utilitzades per a identificar cursos d'aigua secs al desert, a l'oest del Nil, mostren una gorja, Eonil, ara plena pel flux superficial. Això representa un antic Nil anomenat Eonil, que va fluir durant el Miocè. L'Eonil va transportar sediments cap a la Mediterrània, on diversos camps de gas han sigut descoberts dins d'aquests sediments.
Durant el Miocè superior, es va produir la crisi de salinitat del Messinià, quan el mar Mediterrani estava tancat i es va evaporar, el Nil va reduir el curs a un nou nivell que estava centenars de metres sota el nivell de l'oceà d'Assuan i 2.400 metres per sota del Caire. Aquesta enorme gorja que es va formar, ara està repleta de sediments.

### Nil integrat

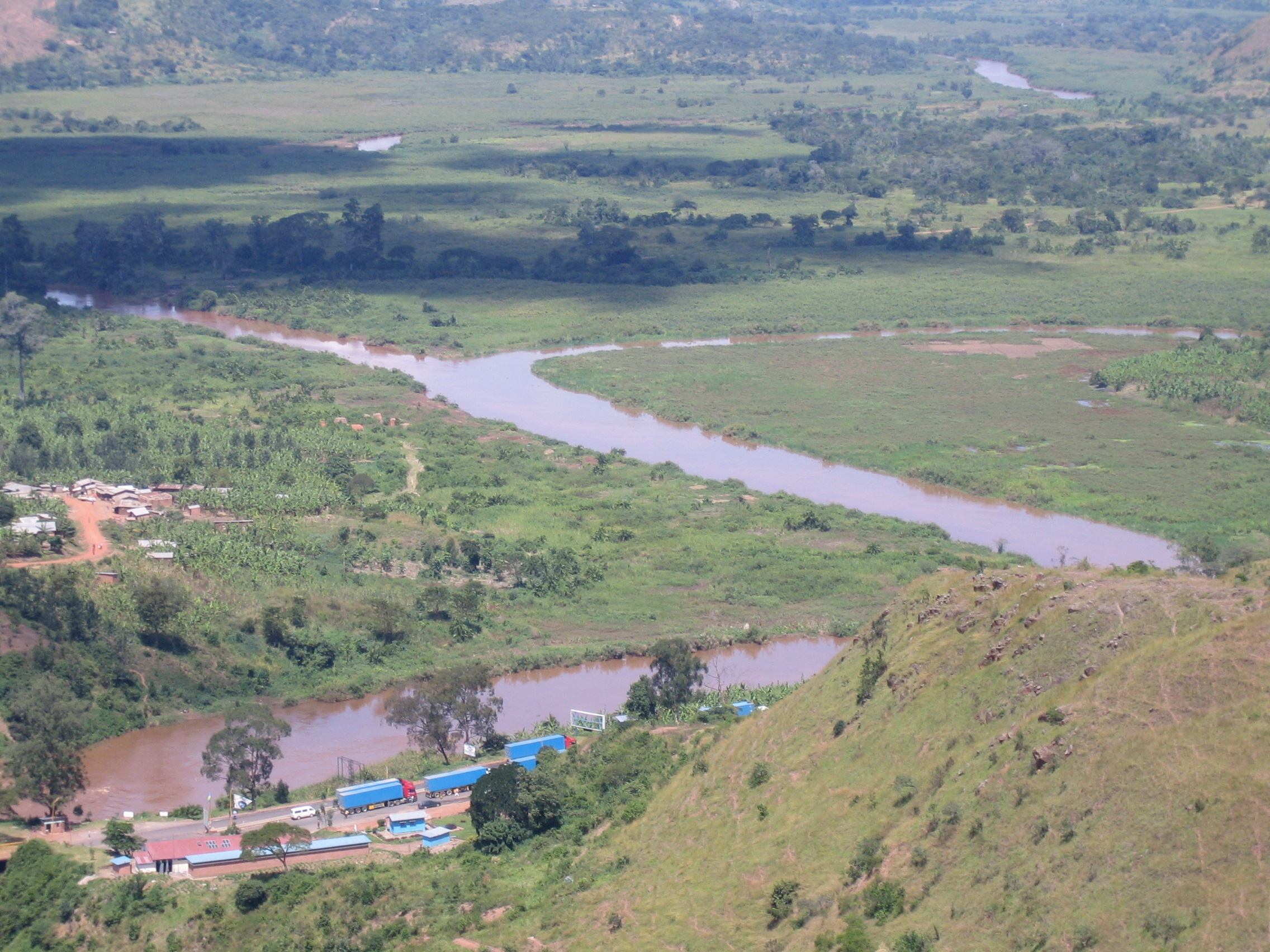
Confluència del riu Kagera i el riu Ruvubu prop de les cascades Rusumo

Hi ha dues teories amb relació a l'edat del Nil integrat. La primera és que el drenatge integrat del Nil és d'edat jove, que la conca del Nil es va trencar en una sèrie de conques separades, i només la conca de més al nord va tenir un riu seguint el curs actual del Nil a Egipte. Una altra teoria proposada és que el drenatge d'Etiòpia a través de rius com el Nil Blau o el riu Atbara/Takazze va fluir al mar Mediterrani a través del Nil egipci des de l'era terciària.
Salama, l'any 1987, va suggerir que, durant el terciari, hi va haver una sèrie de conques continentals separades, cada conca ocupant una de les principals esquerdes sudaneses: l'esquerda Mellut, la del Nil Blanc, la del Nil Blau, la de l'Atbara i l'esquerda de Sag El Naam. La conca de l'esquerda de Mellut té gairebé 12 quilòmetres de profunditat a la part central i possiblement encara està activa. El sistema de l'esquerda del Nil Blanc, encara que és més baixa que el Bahr El Arab, té aproximadament 9 quilòmetres de profunditat.
L'exploració geofísica del sistema de l'esquerda del Nil Blau va estimar que la profunditat dels sediments és entre els 5 i els 9 quilòmetres. Aquestes conques no es van interconnectar fins després que l'enfonsament cessés i l'acumulació de sediments fos suficient per a omplir les conques a tal nivell que en permetés la connexió. A mesura que s'omplien les depressions, es van connectar el Nil egipci i el sudanès, que captava les aigües etíops i equatorials durant les últimes etapes de les activitats tectòniques. El riu Atbara es va desbordar i tancà la seva conca durant el períodes humits, fa entre 100.000 i 120.000 anys. El Nil Blau es va connectar al Nil principal farà entre 70.000 i 80.000 anys. La connexió del Nil Victòria es va produir fa aproximadament uns 12.500 anys.

### Un riu més antic del que es creia
Les investigacions més recents en l’àmbit de la geologia han aportat evidències que el riu Nil podria tenir més de 30 milions d’anys d’antiguitat, la qual cosa el situaria entre els sistemes fluvials més antics del planeta. Aquesta estimació es basa en l’anàlisi de sediments extrets del seu llit i en estudis sobre els processos tectònics actius a la zona del Rift de l’Àfrica Oriental. Els resultats d’aquestes investigacions contradiuen les teories establertes fins ara, que dataven l’origen del riu fa només uns 6 milions d’anys. A més, es creu que els moviments de les plaques tectòniques han estat determinants per mantenir el curs nord del Nil durant períodes molt prolongats, configurant així el paisatge que avui coneixem.

### Antic Egipte

Reconstrucció de l'ecumene basat en la descripció d'Heròdot

L'aliment va tenir un paper crucial en la fundació de la civilització egípcia i el Nil va ser una font interminable de l'esmentat aliment. El Nil va fer que les seves riberes fossin summament fèrtils quan es desbordava cada any. Els egipcis van ser capaços de conrear blat, ordi i lli, a més d'aportar el riu abundant peix i papir, la qual cosa proporcionava aliment suficient per a tota la població, ja que eren recursos molt importants, sobretot per a evitar possibles fams que eren freqüents al Pròxim Orient, a causa d'una producció irregular. També, l'aigua del Nil va atreure el búfal d'aigua i, després que els perses els van introduir al segle vii aC, a camells. Aquests animals podien ser morts per la seva carn, podien ser capturats, domesticats, usats per a llaurar o per a viatjar en el cas dels camells. El Nil era també un camí eficient i còmode de transport per a mercaderies i per a la població que l'utilitzaven com a via fluvial per a transport comercial o recreatiu.
Gràcies a l'obtenció de lli i blat, Egipte va tenir una bona relació diplomàtica amb altres països, i sovint contribuïa a l'estabilitat econòmica del país. A més, proporcionava els recursos necessaris com l'aliment o els diners per posseir un exèrcit. La llegenda diu que el faraó era el responsable de la inundació del Nil, i a canvi de l'aigua i les collites els camperols havien de conrear la terra fèrtil i enviar després una part dels seus recursos al mateix faraó, que s'encarregava d'usar-los per al bé de la societat. El Nil era també una font espiritual, ja que van crear un déu dedicat al benestar de la inundació anual, el déu Hapy, que en controlava, al costat del faraó, la revinguda. A més, es va considerar el riu com una calçada de la vida fins a la mort.

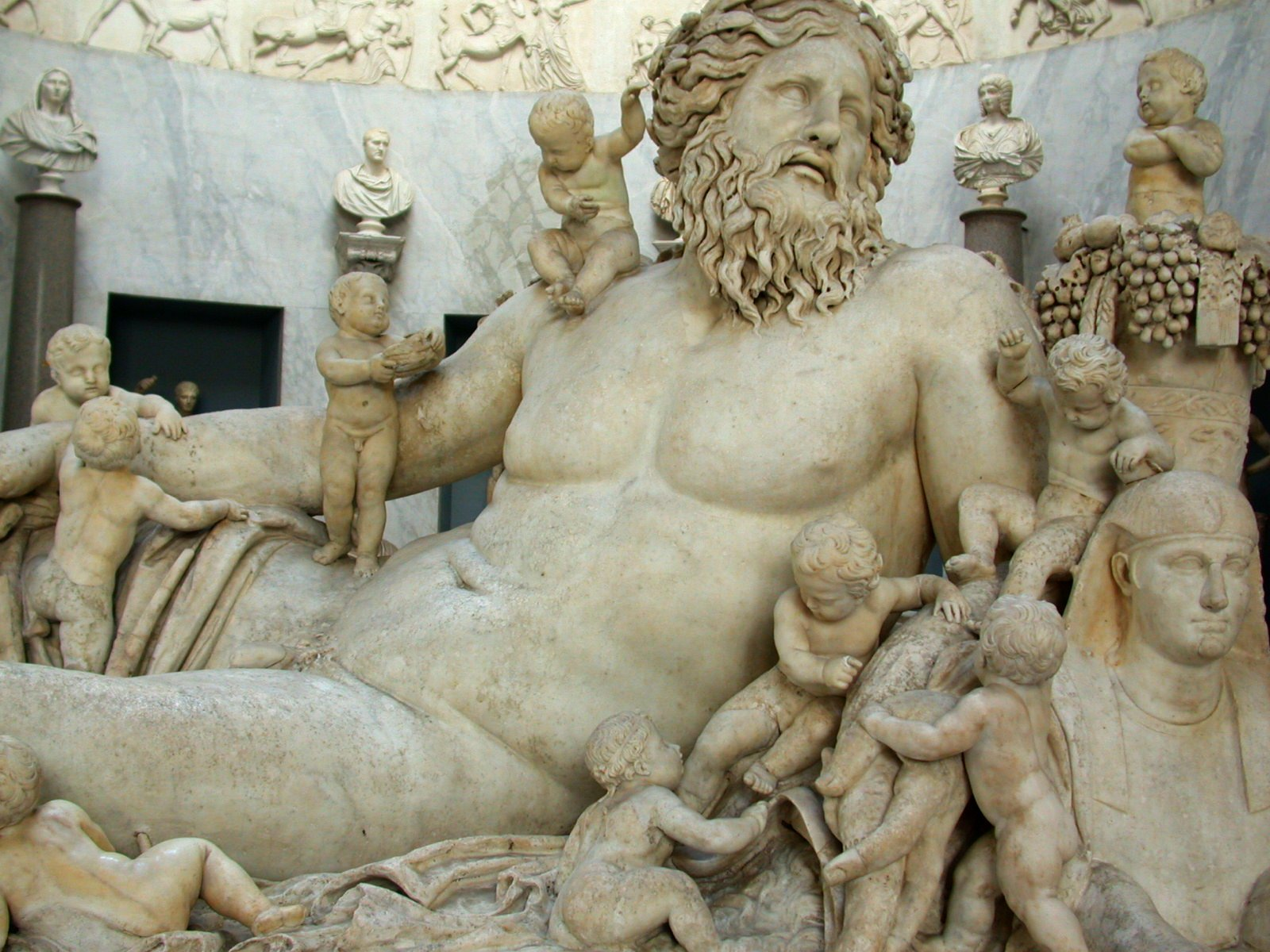
Estàtua del riu Nil al museu del Vaticà

L'historiador grec Heròdot va escriure que «Egipte era el regal del Nil». Sense les aigües del Nil per a la irrigació, la civilització egípcia probablement hauria estat efímera. El Nil va proporcionar els elements que van fer una gran civilització que va perdurar tres mil anys. El comerç ha estat continu al Nil des de fa milers d'anys, com podem veure a l'os d'Ishango, possiblement la prova més coneguda de la multiplicació per duplicació egípcia que va ser descobert a prop del llac Eduard, al nord-est del Congo, que va ser datat cap a l'any 20000 aC.

### El Nil i les civilitzacions oblidades
Tot i que sovint es coneix el Nil principalment com a catalitzador de la civilització egípcia, també va tenir un paper fonamental en altres cultures de la vall del Nil. Un exemple destacat és la cultura de Kerma, que va prosperar al Sudan entre el 2600 i el 1500 aC. Aquesta societat va desenvolupar un sistema agrícola avançat basat en la irrigació, aprofitant les inundacions estacionals del riu per maximitzar la producció d'aliments en un entorn àrid. Les troballes arqueològiques inclouen assentaments sofisticats, grans estructures administratives i religioses, i tombes monumentals que suggereixen una societat jerarquitzada i ben organitzada. Aquests avenços demostren com el Nil no només va ser un recurs natural essencial, sinó també un catalitzador per al desenvolupament tecnològic i cultural d’aquesta civilització avançada, independent però influenciada per les interaccions amb Egipte i altres pobles del nord de l’Àfrica.

### La recerca de les fonts del Nil

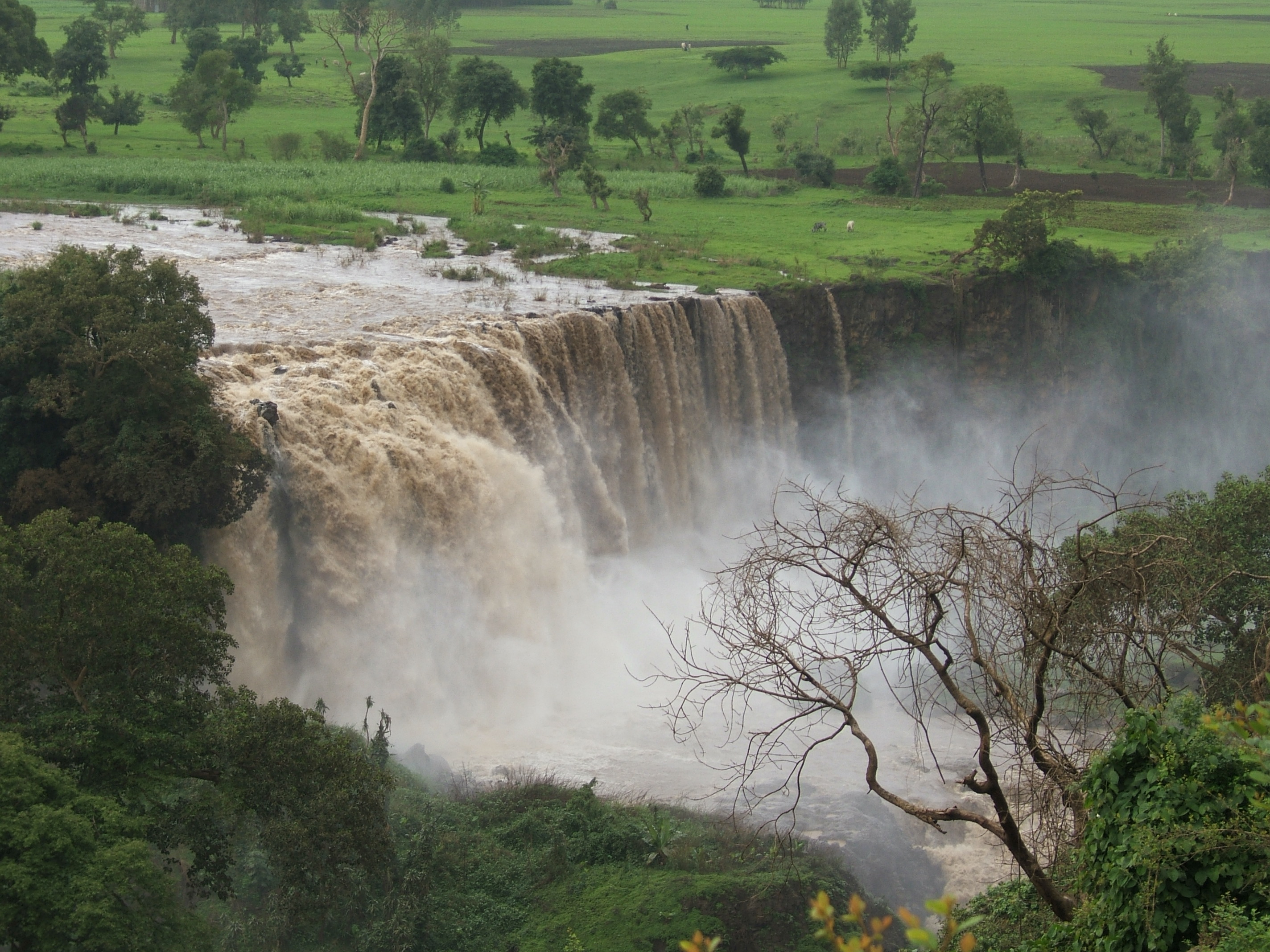
Cascades a Etiòpia del Nil Blau

Les seves fonts foren, durant tota l'antiguitat, un gran enigma que originà tota mena de teories i de llegendes. Fins i tot, es cregué que s'arribava a unir amb el riu Indus. Les expedicions d'Alexandre el Gran mostraren el caràcter erroni de tal afirmació. L'exploració d'Etiòpia durant els segles XIII a XVIII portà al descobriment del Nil Blau, que hom en considerà la branca més important. Al segle xix, les exploracions ordenades per Muhammad Ali portaren fins a Gondokoro, Nil Blanc amunt. Partint de l'oceà Índic, Speke, amb Burton i Grant, arribà el 1863 al llac Victòria i a Godonkoro.
Malgrat els intents de grecs i romans (que van ser incapaços de travessar el Sudd), el curs alt del Nil va romandre inexplorat majoritàriament. Diverses expedicions havien fracassat en els seus intents per determinar la font del Nil, la qual cosa va motivar les representacions hel·lenística i romana del riu com un déu masculí amb el cap i la cara ocultes per teles. Agatharcides va registrar que, en temps de Ptolemeu II, una expedició militar havia remuntat prou el curs del Nil Blau com per determinar que la causa de les inundacions estiuenques eren les fortes pluges estacionals a l'altiplà d'Etiòpia; tanmateix, no es creu que cap europeu de l'antiguitat assolís el llac Tana ni que seguís els passos d'aquesta expedició més enllà de Mèroe.
Els europeus pràcticament no van aconseguir noves dades sobre els orígens del Nil fins als segles XV i XVI, quan viatgers per Etiòpia van visitar el llac Tana i, fins i tot, la font del Nil Blau a les muntanyes al sud del llac. Malgrat que James Bruce va declarar haver estat el primer europeu a visitar aquesta font, escriptors moderns amb millors coneixements li donen el crèdit al jesuïta espanyol Pedro Páez. La descripció de Páez de la font del Nil (Història d'Etiòpia, c. 1622) no va ser publicada íntegrament fins a començaments del segle xx. Aquest text és una llarga i vívida descripció d'Etiòpia. Tanmateix, el relat apareix reflectit en diversos escrits contemporanis a la seva composició, com la Historia geral da Ethiopia a Alta (Balthazar Telles, 1660), a Mundus Subterraneus (Athanasius Kircher, 1664) o a L'Estat actual d'Egipte (Johann Michael Vansleb, 1678). Els europeus havien viscut al país des de la fi del segle xv, i és possible que algun d'ells hagués visitat la font anteriorment, encara que fos incapaç d'enviar un relat amb els seus descobriments fora d'Etiòpia. El portuguès Jeronimo Lobo també descriu la font del Nil Blau, havent-la visitat poc després de Pedro Páez. El seu relat també apareix en l'obra de Balthazar Telles.

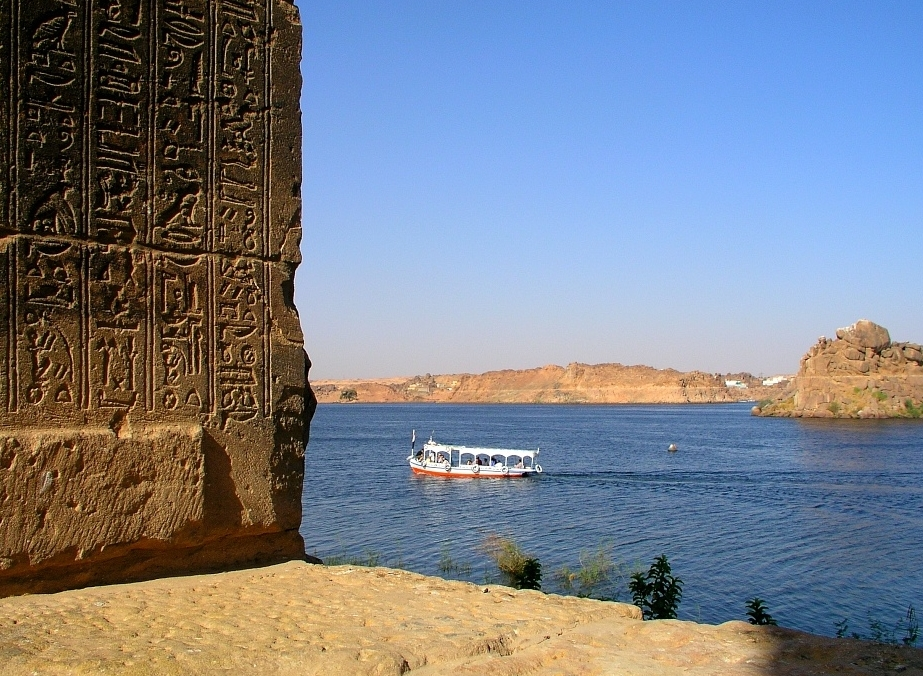
El Nil a Agilkia

El Nil Blanc era fins i tot més misteriós i incomprès. Durant l'antiguitat es pensava, equivocadament, que el riu Níger era en realitat el curs alt del Nil Blanc; així, Plini el Vell va escriure que el Nil tenia els seus orígens «en una muntanya de la Baixa Mauritània», discorria per la superfície durant una distància de «molts dies», després es tornava subterrani, reapareixia com un gran llac en territori dels massesils, després tornava a desaparèixer sota el terra del desert, per on discorria «per una distància de vint dies de viatge fins a assolir els etíops més propers». Un mercader anomenat Diògenes va relatar que les aigües del Nil atreien animals com el búfal d'aigua o els camells (després de la seva introducció pels perses el segle VII aC).
El llac Victòria va ser contemplat per europeus per primera vegada el 1858, quan l'explorador britànic John Hanning Speke va assolir-ne la riba sud durant el seu viatge d'exploració per l'Àfrica central amb Richard Francis Burton i amb l'objectiu de localitzar els Grans Llacs d'Àfrica. Creient haver trobat la font del Nil en veure per primera vegada aquesta «gran extensió d'aigües obertes», Speke li va donar el nom de la sobirana del Regne Unit d'aquell moment. Burton, que s'havia estat recuperant d'una malaltia descansant una mica més al sud, al llac Tanganyika, es va enfurismar en saber que Speke havia donat per demostrat que el seu descobriment era l'autèntica font del Nil, quan Burton ho considerava encara sense certificar. El que va seguir va ser una gran baralla pública, que no solament va originar un intens debat dins de la comunitat científica de l'època, sinó que va incitar molts altres exploradors a confirmar o refutar el descobriment de Speke. El conegut explorador i missioner britànic David Livingstone va fracassar en l'intent de confirmar les asseveracions de Speke en desplaçar-se massa a l'oest i entrar a la conca del riu Congo. Finalment, va ser l'explorador gal·lès Henry Morton Stanley qui va confirmar la veracitat del descobriment de Speke en circumnavegar el llac Victòria i descriure la gran sortida d'aigua de les cascades Ripon a la vora nord. Va ser durant aquest viatge en què se suposa que Stanley va saludar l'explorador britànic amb les paraules «El doctor Livingstone, suposo?» en trobar l'escocès malalt i abatut al seu campament a la vora del llac Tanganica.

### Assoliments moderns

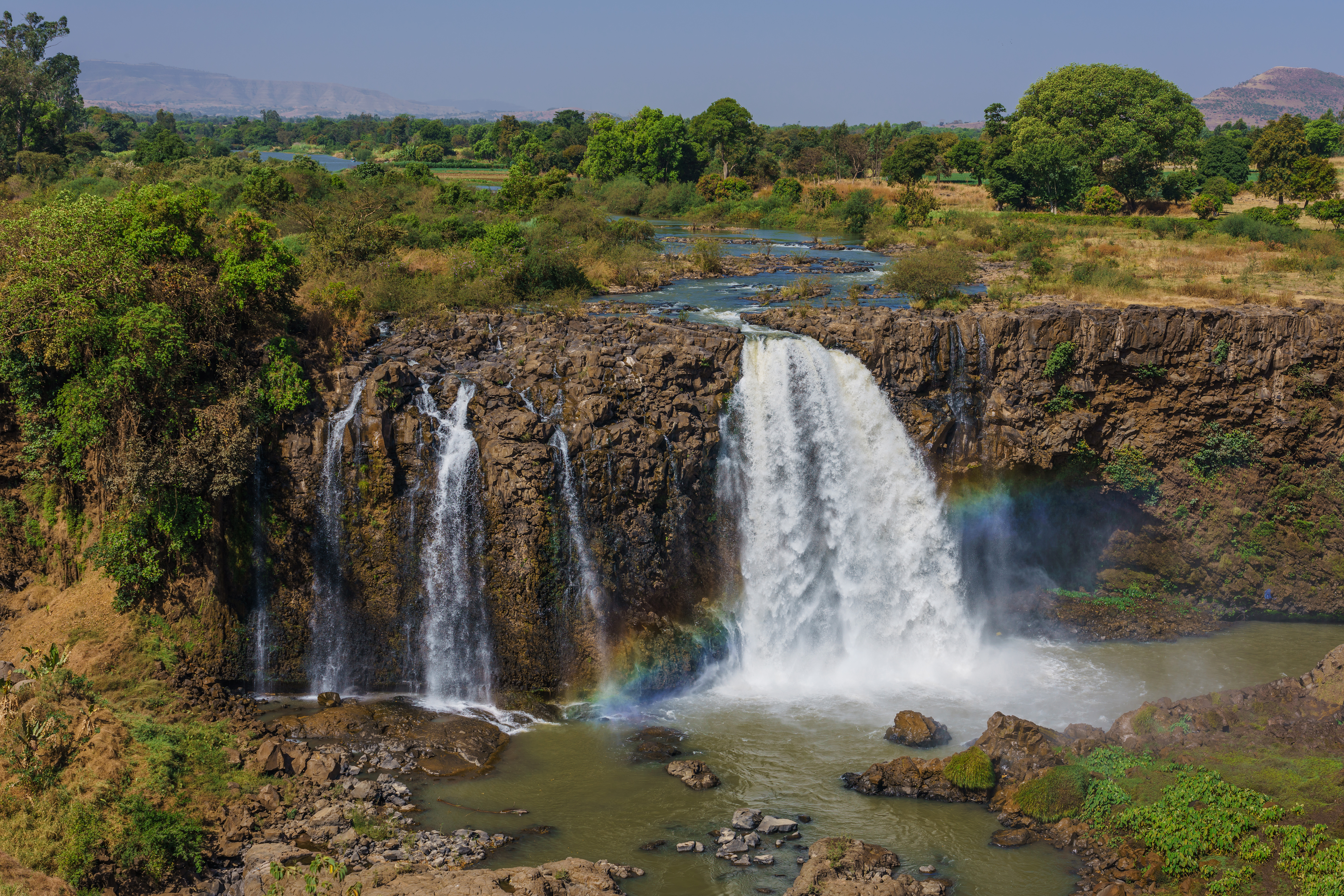
Les cascades del Nil Blau a prop de la ciutat de Bahir Dar, Etiòpia

L'expedició al Nil Blanc, que conduïa el sud-africà Hendri Coetzee, va ser la primera que va aconseguir navegar la longitud sencera del riu Nil. L'expedició va sortir des del naixement del Nil a Uganda el 17 de gener del 2004 i va arribar a la mar Mediterrània, exactament a Rosetta (Egipte), 4 mesos i 2 setmanes més tard. National Geographic va produir una pel·lícula sobre aquesta expedició el 2005 que va titular El riu més llarg.
El 28 d'abril del 2004, el geòleg Pasquale Scaturro i el seu company, el practicant de caiac i cineasta documental Gordon Brown, van ser els primers a navegar el Nil Blau, des del llac Tana a Etiòpia a les platges d'Alexandria sobre el mar Mediterrani. Encara que la seva expedició va incloure diversos components, ells dos van ser els únics que van romandre durant el viatge complet. Van filmar la seva aventura amb una cambra IMAX i la van emetre en una pel·lícula denominada El misteri del Nil, a més d'escriure un llibre amb el mateix títol.
El 30 d'abril del 2005, un equip conduït pels sud-africans Peter Meredith i Hendri Coetzee van ser els primers a navegar la part més remota del riu Nil, el riu Kagera, que comença a Rukarara, al bosc Nyungwe, a Ruanda.
El 31 de març del 2006, tres exploradors de la Gran Bretanya i Nova Zelanda, liderats per Neil McGrigor, van reclamar haver estat els primers a viatjar pel riu des d'una nova font a la selva tropical de Nyungwe, a Ruanda, descobrint que el Nil és 107 quilòmetres més llarg del que estava previst anteriorment.

## Parts del Nil

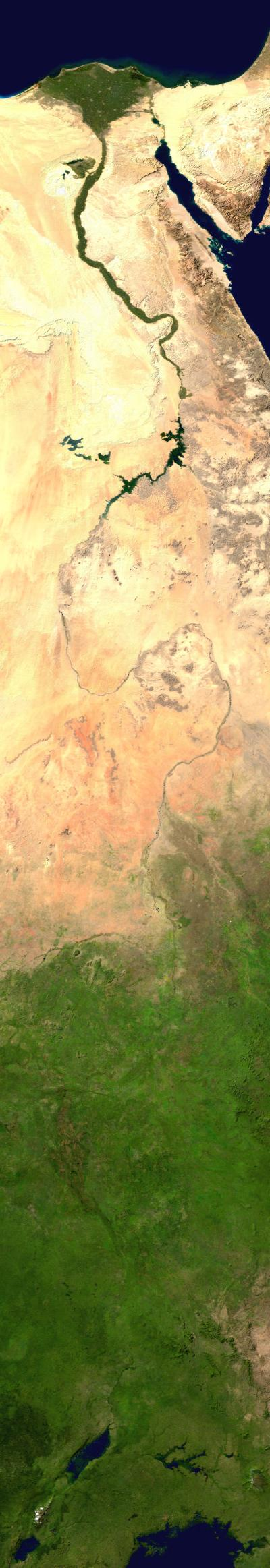
El Nil

La conca hidrogràfica del Nil cobreix 3.254.555 quilòmetres quadrats, aproximadament el 10% de la superfície d'Àfrica.
Hi ha dos grans tributaris del Nil al llarg del seu curs que s'uneixen a Khartum: el Nil Blanc, que neix a l'est d'Àfrica, i el Nil Blau, que sorgeix a Etiòpia. Ambdós afluents es troben als flancs occidentals de l'esquerda de l'est d'Àfrica, a la part sud de la Gran Vall del Rift. Sota de la confluència amb el Nil Blau i amb el Nil Blanc, l'únic tributari que queda és el riu Atbara, que prové d'Etiòpia, al nord del llac Tana. Aquest riu flueix únicament quan hi ha pluges a Etiòpia i s'asseca ràpidament. S'uneix al Nil aproximadament uns 300 quilòmetres al nord de Jartum. Des del punt d'unió cap al nord del Nil disminueix de cabal a causa de l'evaporació.

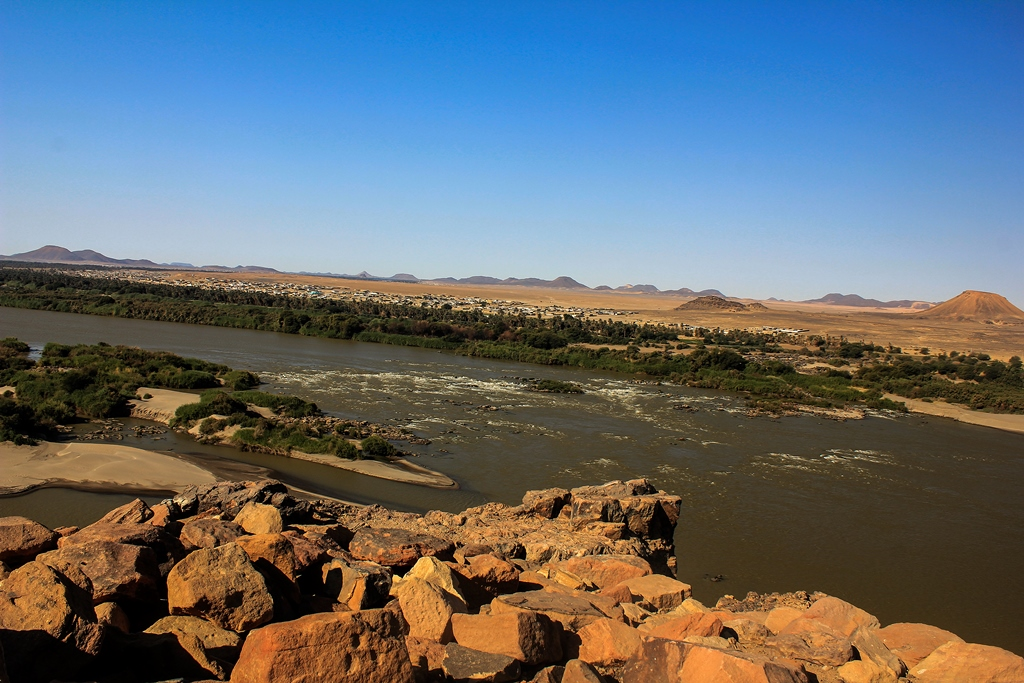
Tercera cascada

El curs del Nil al Sudan és diferent. Travessa sis grups de cascades des d'Assuan fins a Sabaloka (al nord de Jartum), i llavors fa la volta per fluir cap al sud, abans de tornar altra vegada a fluir cap al nord. Aquests canvis en el fluir del curs es denomina habitualment com la Gran Corba del Nil abraçant el desert de Bayuda. Al nord del Caire, el riu es divideix en diversos ramals que arriben fins al mar Mediterrani. Els dos principals són: el ramal de Rosetta (Egipte) a l'oest i el ramal de Damiata a l'est, que conformen el delta del Nil.

### Nil blanc
De vegades, l'origen del Nil és considerat al llac Victòria, però el llac és alimentat per altres rius de cabal considerable. El corrent més distant de la Mediterrània està al bosc Nyungwe a Ruanda, amb els rius Rukarara, Mwogo, Nyabarongo i Kagera, abans de desguassar al llac Victòria a Tanzània, a prop de la ciutat de Bukoba.
El Nil abandona el llac Victòria a les Cascades Ripon, a prop de Jinja, Uganda, amb el nom de Nil Victòria. Aquest flueix aproximadament 500 quilòmetres pel llac Kyoga, fins a assolir el llac Albert. Després de deixar aquest llac, pren el nom de Nil Albert. A partir d'aquí, flueix al Sudan, on és conegut com a Bahr al Jabal («Riu de la Muntanya» o Alt Nil). El riu Bahr al-Ghazal, de 716 quilòmetres de llarg, s'uneix al Bahr al Jabal en una petita llacuna anomenada llac No, després del qual se'l coneix com a Bahr al-Abyad o Nil Blanc, a causa de l'argila blanquinosa que es troba en les aigües. Del llac No, el riu flueix fins a Khartum.
El terme Nil Blanc és usat tant en un sentit general, referint-se al riu abans de Khartum, com en un sentit limitat: la secció entre el llac No i Khartum. Des del llac Victòria fins a la confluència amb el Nil Blau, a Khartum, és la regió on rep tots els afluents, excepte l'Atbara, que és de corrent periòdic i habitualment se'l denomina el Nil Superior fins al llac Albert, i a partir d'allà fins a Khartum, Alt Nil.

### Nil blau
El Nil Blau (en gueez iqr bby («Abay Negre») a Etiòpia, Bahr al-Azraq al Sudan) neix del llac Tana a les terres altes etíops. Flueix aproximadament 1.400 quilòmetres a Khartum, on s'uneixen el Nil Blau i el Nil Blanc per formar el Nil pròpiament dit. El 90% de l'aigua i el 96% del sediment transportat portat pel Nil prové d'Etiòpia, el 59% de l'aigua ve del Nil Blau, la resta és dels rius Tekezé, Atbara, Sobat i altres petits tributaris. L'erosió i el transport dels sediments només es produeixen durant l'estació plujosa etíop a l'estiu, tanmateix, quan hi ha precipitació és especialment alta sobre l'altiplà d'Etiòpia; la resta de l'any, els grans rius d'Etiòpia (Sobat, Nil Blau, Tekezé i Atbara) flueixen feblement.

### Nil mitjà

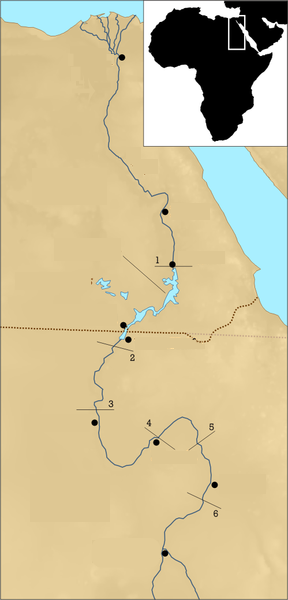
Les sis cascades del Nil

Aquesta zona del riu s'estén des de Khartum fins a Assuan. És una regió seca i àrida que travessa un pla desert, ja que no té altres afluents que no siguin l'Atbara. Aquest tram té una longitud aproximada de 1.800 quilòmetres i es caracteritza per les sis cascades que té. La primera es troba a Assuan, la segona a Wadi Halfa, la tercera a Kerma, la quarta entre Abu Hamed i Dongola, la cinquena és a 45 quilòmetres de Berber i l'última, la sisena, és a 80 quilòmetres de Khartum.

### Nil inferior
Aquesta zona que inclou principalment el delta del Nil és el territori conformat pels fèrtils dipòsits al·luvials del riu Nil des d'Assuan fins a desembocar a la mar Mediterrània i està compost per canals que irriguen la vall i la depressió d'el Faium, i és possible navegar pel riu. El delta és al nord d'Egipte i té forma de lletra grega delta (Δ), d'on ve el nom donat pels antics grecs.
És un dels deltes més grans del món, incloent-hi aproximadament des d'Alexandria a l'oest a Port Saïd a l'est, amb 230 km de costa mediterrània, i fins a la ciutat del Caire pel sud. És una regió fèrtil, molt apta per a l'agricultura i densament poblada. A l'antic Egipte, aquestes terres eren denominades el Baix Egipte.
Fins a la construcció de la presa d'Assuan, s'estima que el delta augmentava de superfície una mitjana d'un quilòmetre quadrat anualment, o uns quatre metres de longitud, a causa de l'aportament de llims. Des d'èpoques de la primera dinastia, el delta ha incrementat la seva superfície uns tres mil quilòmetres quadrats.

## Hidrologia
El cabal del Nil Alberto a Mongalla és gairebé constant al llarg de l'any i té una mitjana de 1.048 m³/s. Després de Mongalla, es coneix al Nil com Bahr El Jebel, el qual entra als pantans de la regió Sudd del Sudan. Més de la meitat de l'aigua del Nil es perd en aquesta zona pantanosa a causa de l'evaporació i la transpiració. El cabal mitjà a Bahr El Jebel és aproximadament de 510 m³/s. Des d'aquí, es troba aviat amb el riu Sobat i forma el Nil Blanc.
El Bahr al Ghazal i el riu Sobat són els dos tributaris més importants del Nil Blanc en termes de drenatge de l'àrea i de cabal. La conca hidrogràfica del Bahr al Ghazal és la més gran de les conques del Nil, i mesura 520.000 quilòmetres quadrats, encara que això signifiqui una relativament petita quantitat de l'aigua, aproximadament 2 m³/s cada any, a causa dels enormes volums d'aigua que es perden als pantans Sudd. La conca del riu Sobat, que s'uneix el Nil a una petita distància fins al llac No, té 225.000 quilòmetres quadrats, però contribueix amb 412 m³/s per segon cada any al riu Nil. Durant l'època de la inundació, el Sobat porta una quantitat gran de sediments, per la qual cosa contribueix en gran manera al color del Nil Blanc.

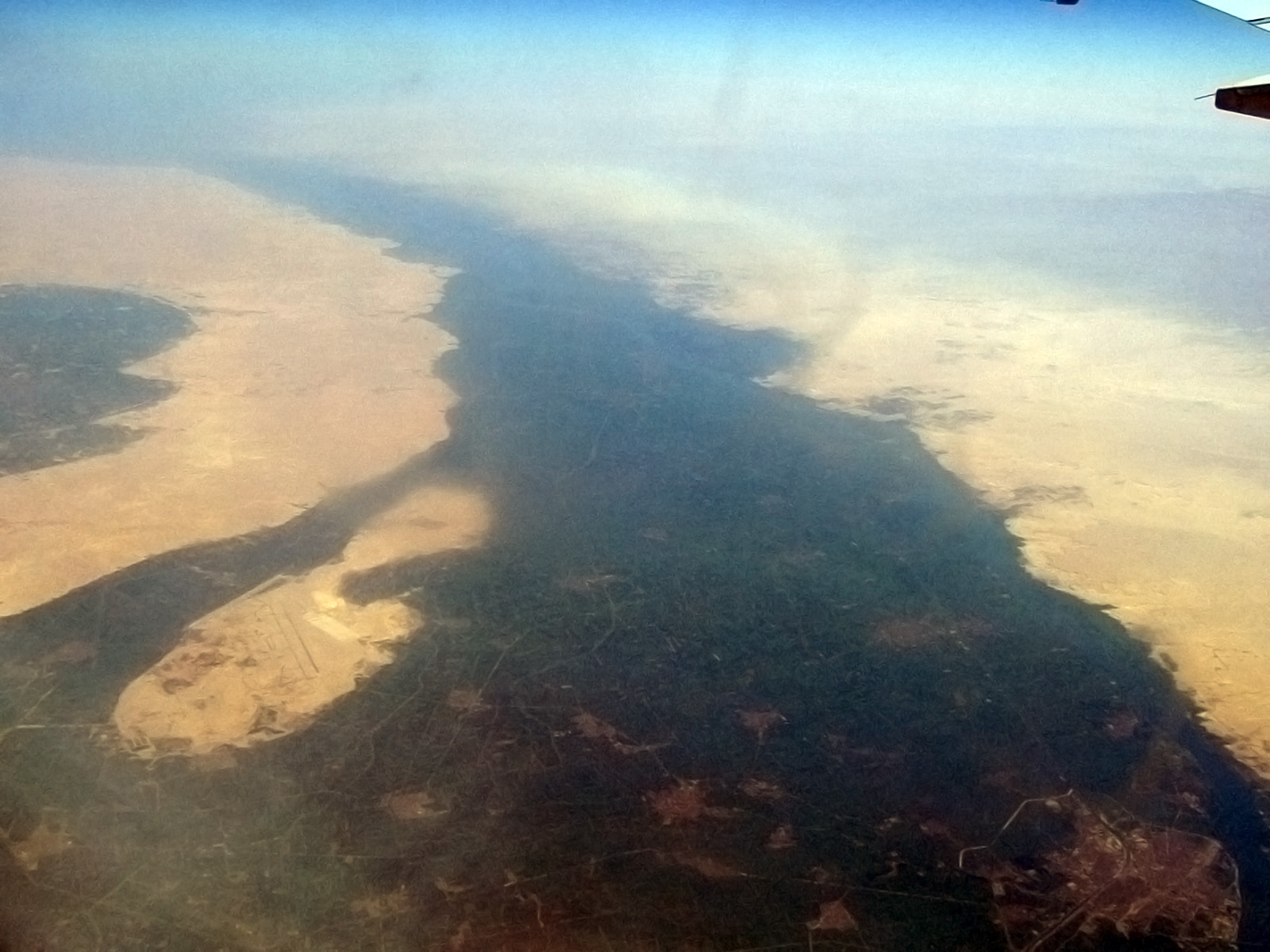
El Nil a través del Sàhara

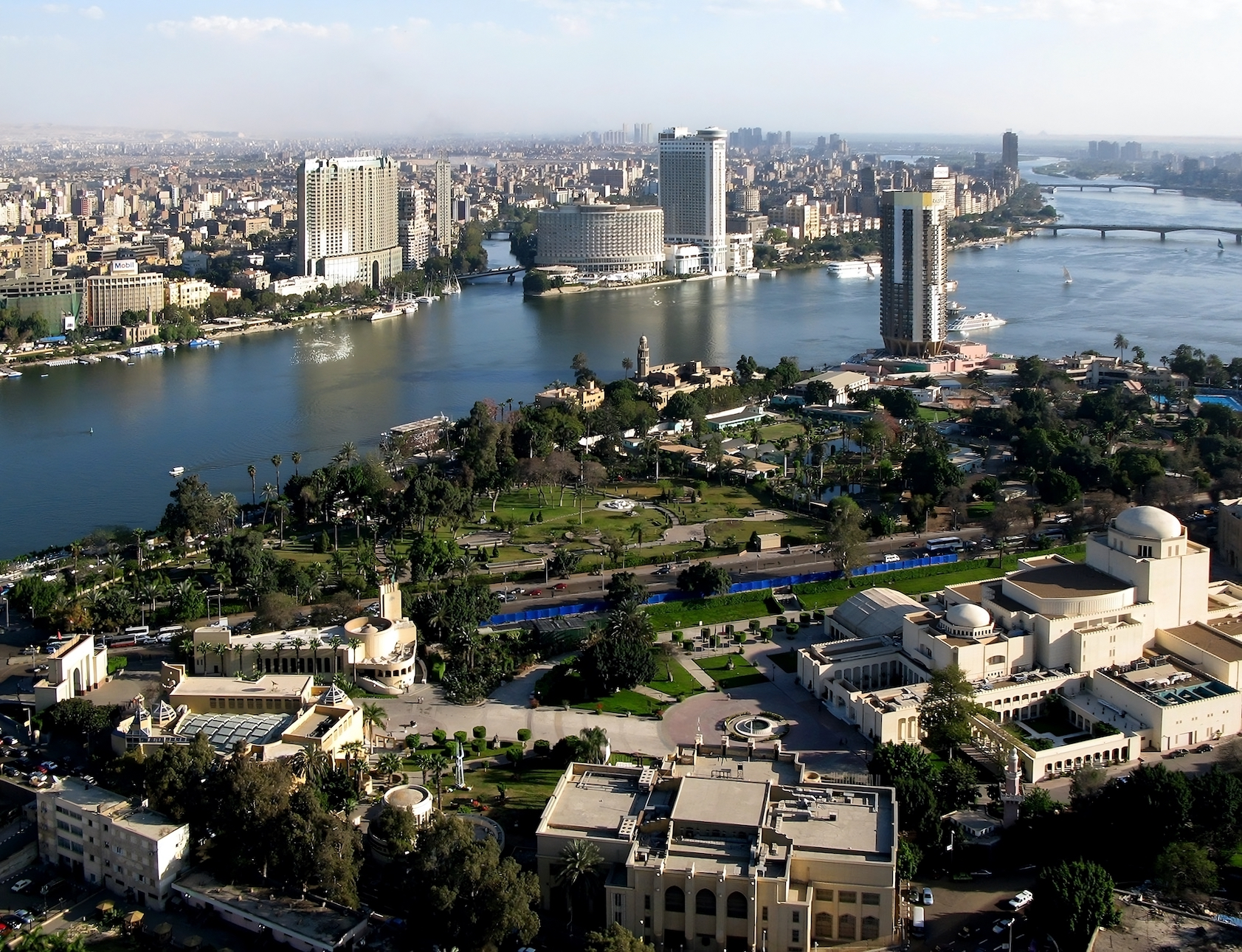
El Nil al seu pas pel Caire

El flux mitjà del Nil Blanc a Malakal, just sota el riu Sobat, és de 924 m³/s i el flux màxim és aproximadament de 1.218 m³/s a principis de març, i n'és el flux mínim d'aproximadament 609 m³/s al final d'agost. Des d'aquí, el Nil Blanc flueix fins a Khartum, on s'uneix al Nil Blau per formar el riu Nil. Més lluny, s'incorpora el riu Atbara, l'últim tributari significatiu, encara que en període sec no aporta aigua. Durant l'estació seca (gener a juny), el Nil Blanc contribueix aproximadament entre el 70% i el 90% del cabal total de Nil. Durant aquest període, el cabal natural de Nil Blau pot ser de només 113 m³/s, encara que, corrent amunt, les preses regulen el flux del riu.
El Nil Blau contribueix aproximadament entre el 80 i el 90% del cabal del riu Nil. El flux d'aquest varia bastant sobre el seu cicle anual i és la contribució principal del flux de Nil. Durant l'estació humida, el flux màxim de Nil Blau sovint excedeix els 5.663 m³/s al final d'agost. Abans de la creació de les preses, els fluxos màxims n'eren de més de 8.212 m³/s i ocorrien del final d'agost a principis de setembre. Els fluxos mínims n'eren d'aproximadament 552 m³/s i tenien lloc al final d'abril i al començament de maig.
Cabal mitjà mensual (en m³/s) mesurat a l'estació hidrològica de Dongola sobre el període 1912-1984

## Turisme

### Turisme cultural
- A la Vall del Nil

La vall del Riu Nil és una subregió dins el continent africà que destaca per la seva oferta de turisme cultural i de natura.
La principal oferta turística d'aquesta zona (que comprèn Egipte i el Sudan) és de turisme cultural, pels grans conjunts arqueològics del Caire (piràmides, esfinx, temples, etc.) així com a tot el llarg del riu Nil.

### Turisme de natura
En tota la zona del mar Roig, s'ha desenvolupat fortament el turisme de natura i ha esdevingut el paradís dels submarinistes, que té com a centre neuràlgic Xarm el-Xeikh. Aquesta destinació és l'espai més a prop d'Europa en què es pot fer submarinisme en aigües on hi ha flora i fauna tropicals; per aquest motiu, ha esdevingut una destinació preferent per a tots els practicants d'aquest esport.

## Galeria

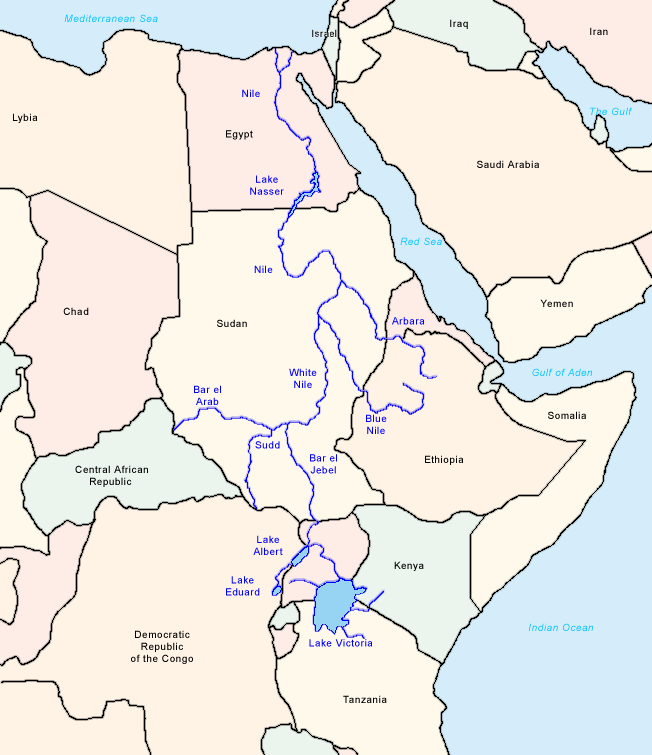
Situació cartogràfica del Nil
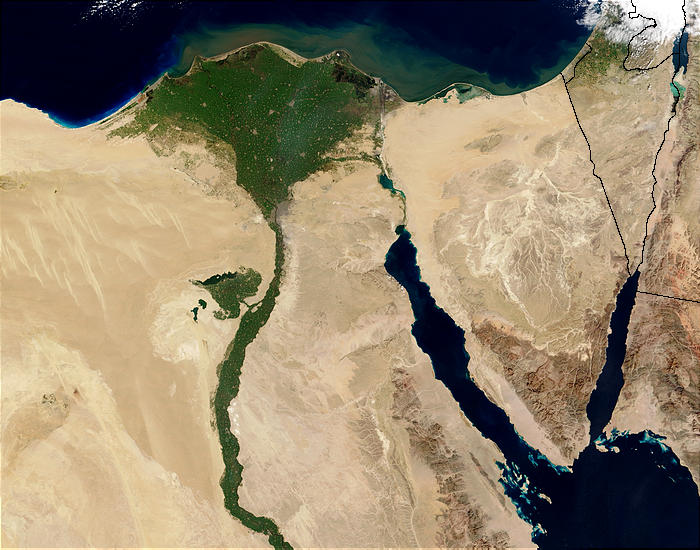
Delta i vall del Nil vistes des de satèl·lit
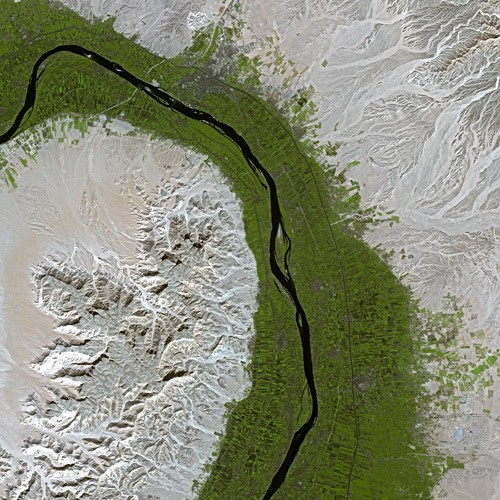
La vall del Nil vista des de satèl·lit
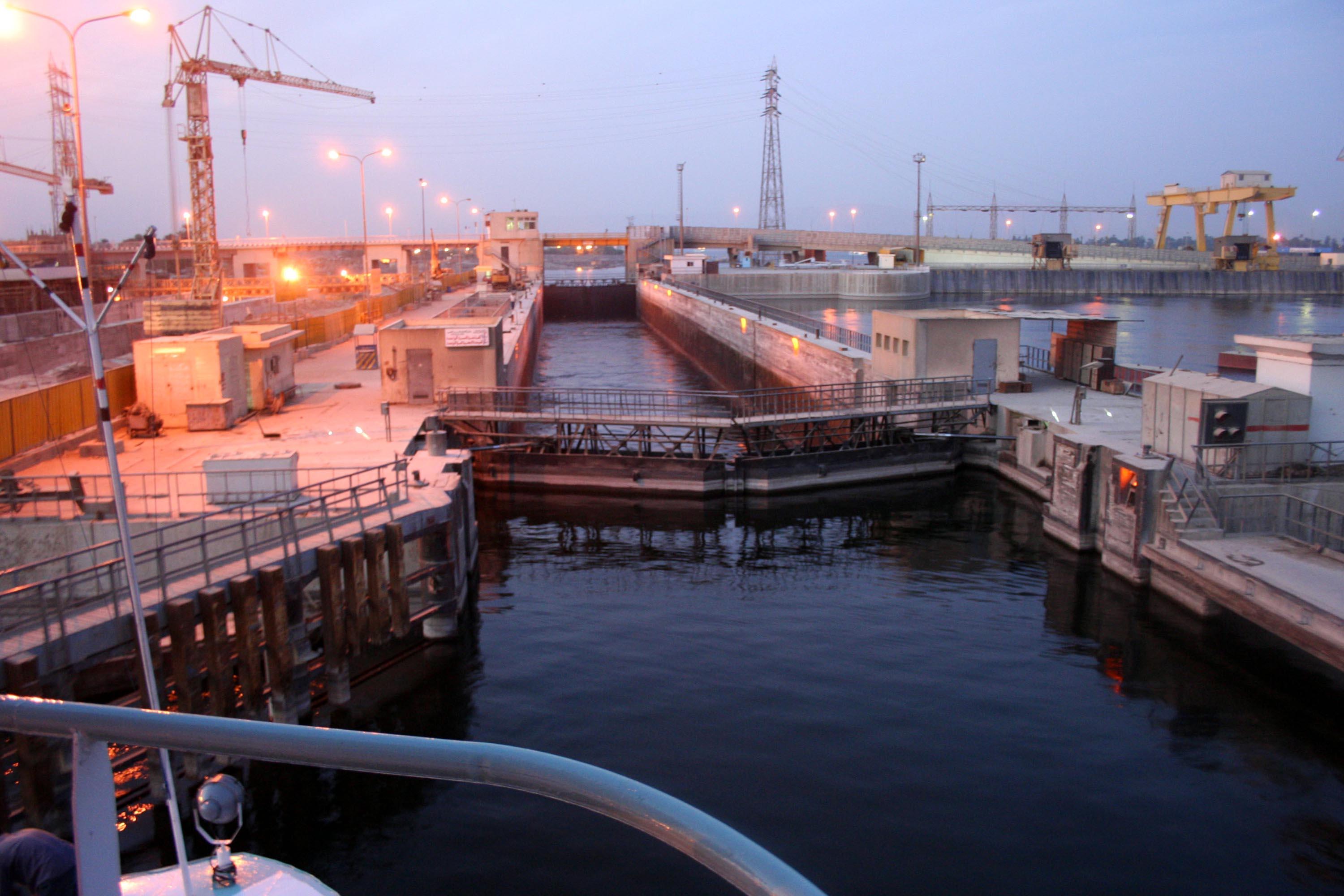
Escluses sobre el Nil
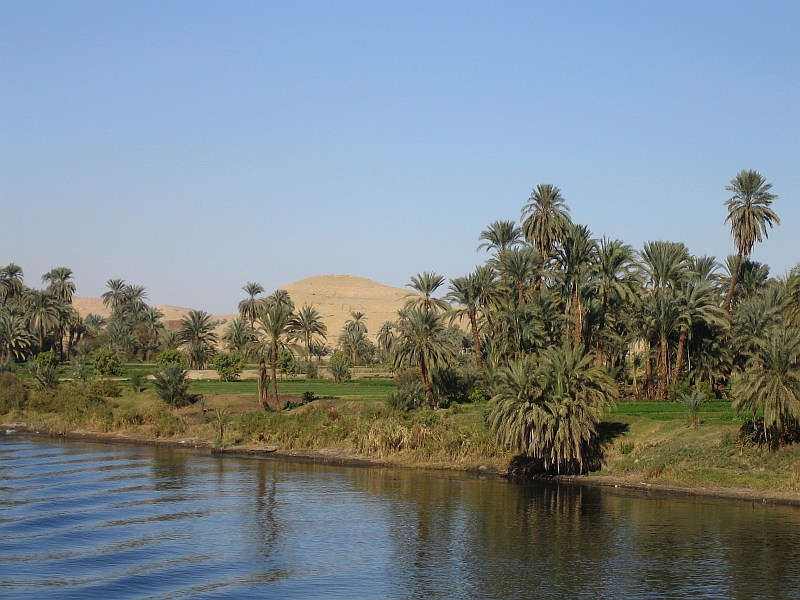
Vista de Luxor i Assuan
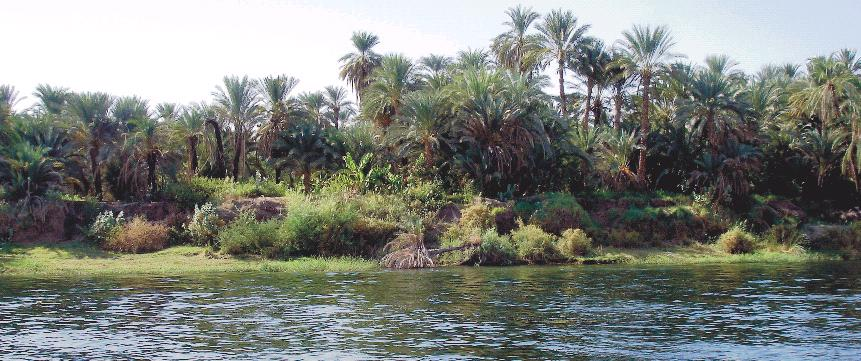
Marge esquerre del riu entre Edfu i Kom Ombo
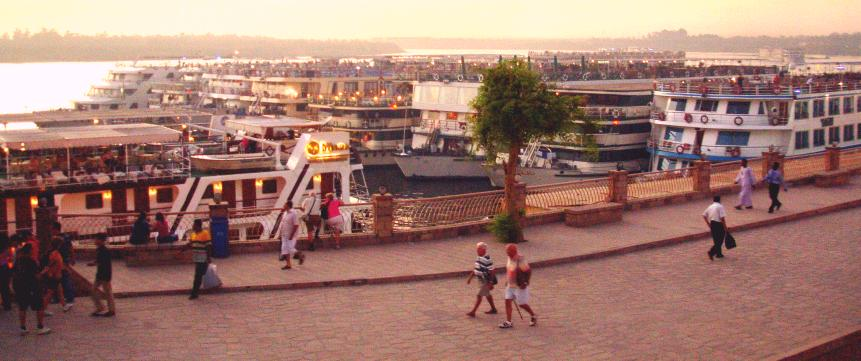
Kom Ombo en el marge dret del Nil
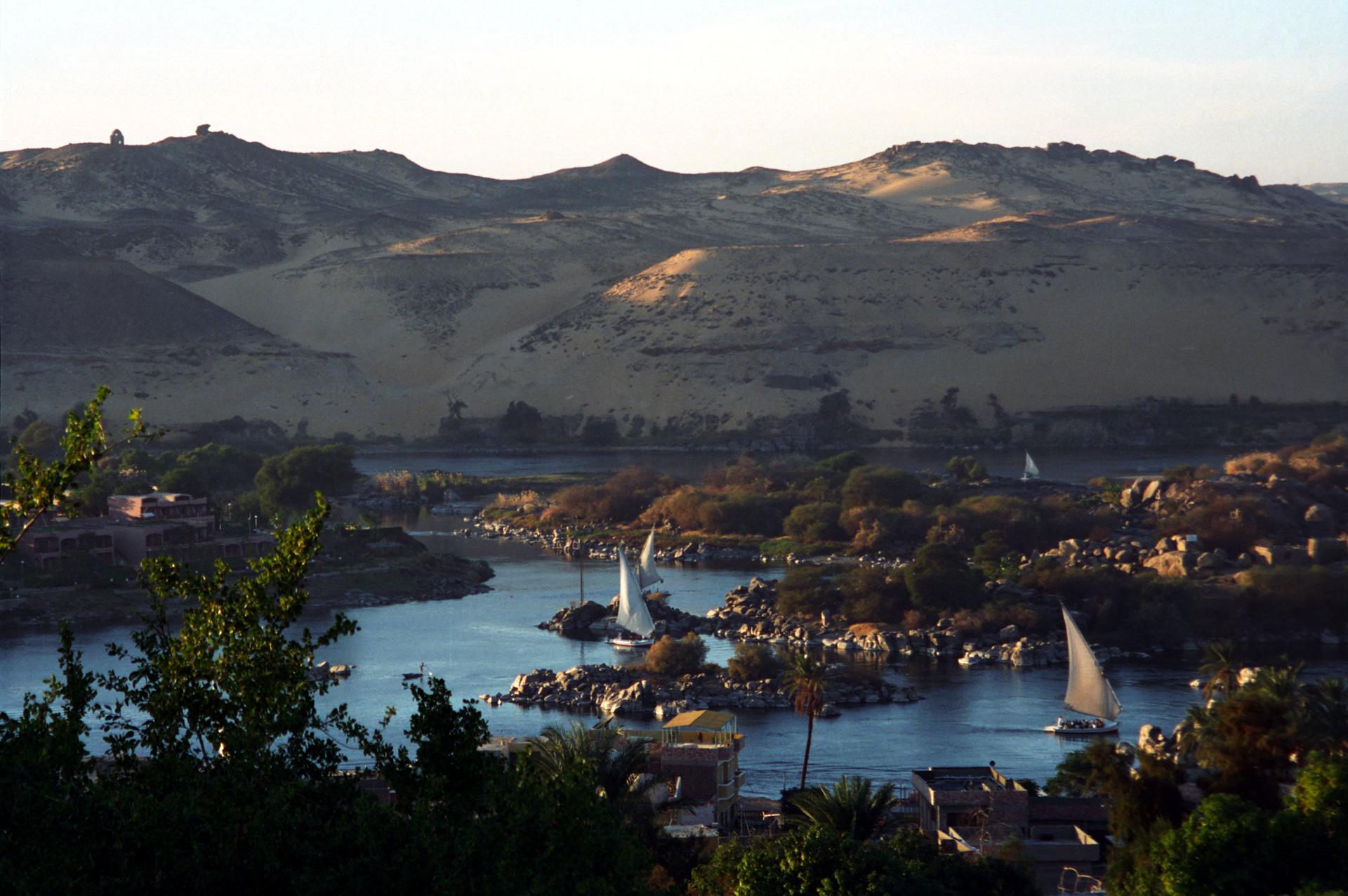
La primera cascada del Nil
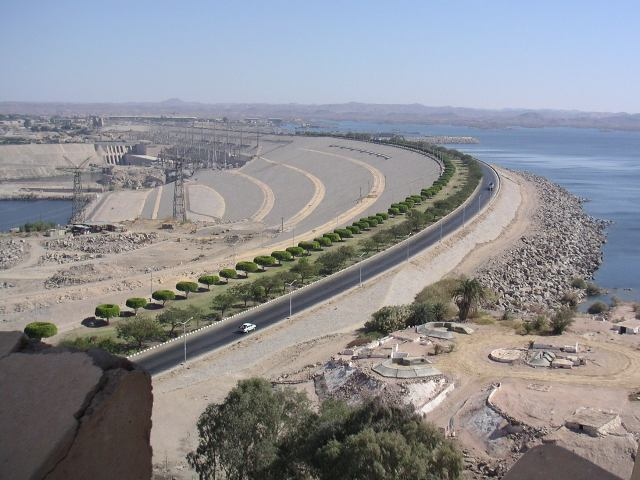
Resclosa d'Assuan
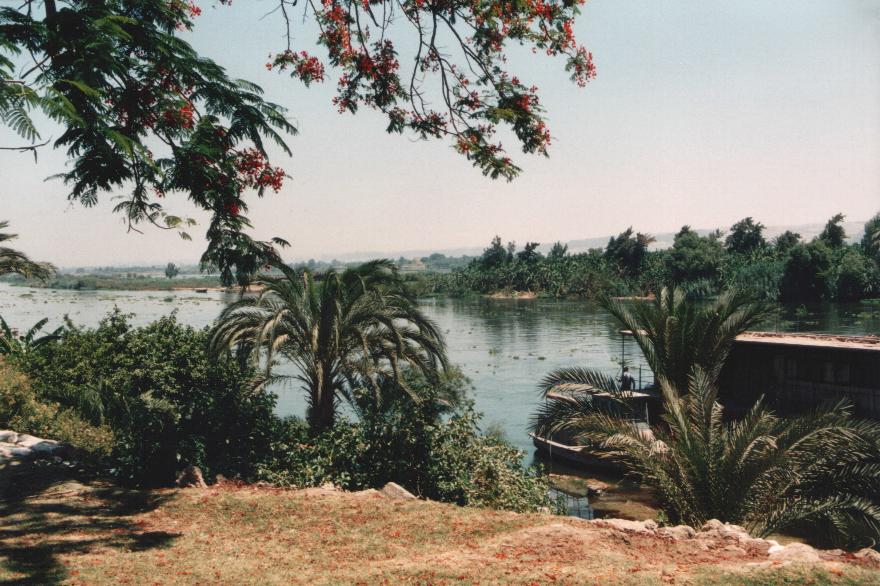
El Nil en El Miniya
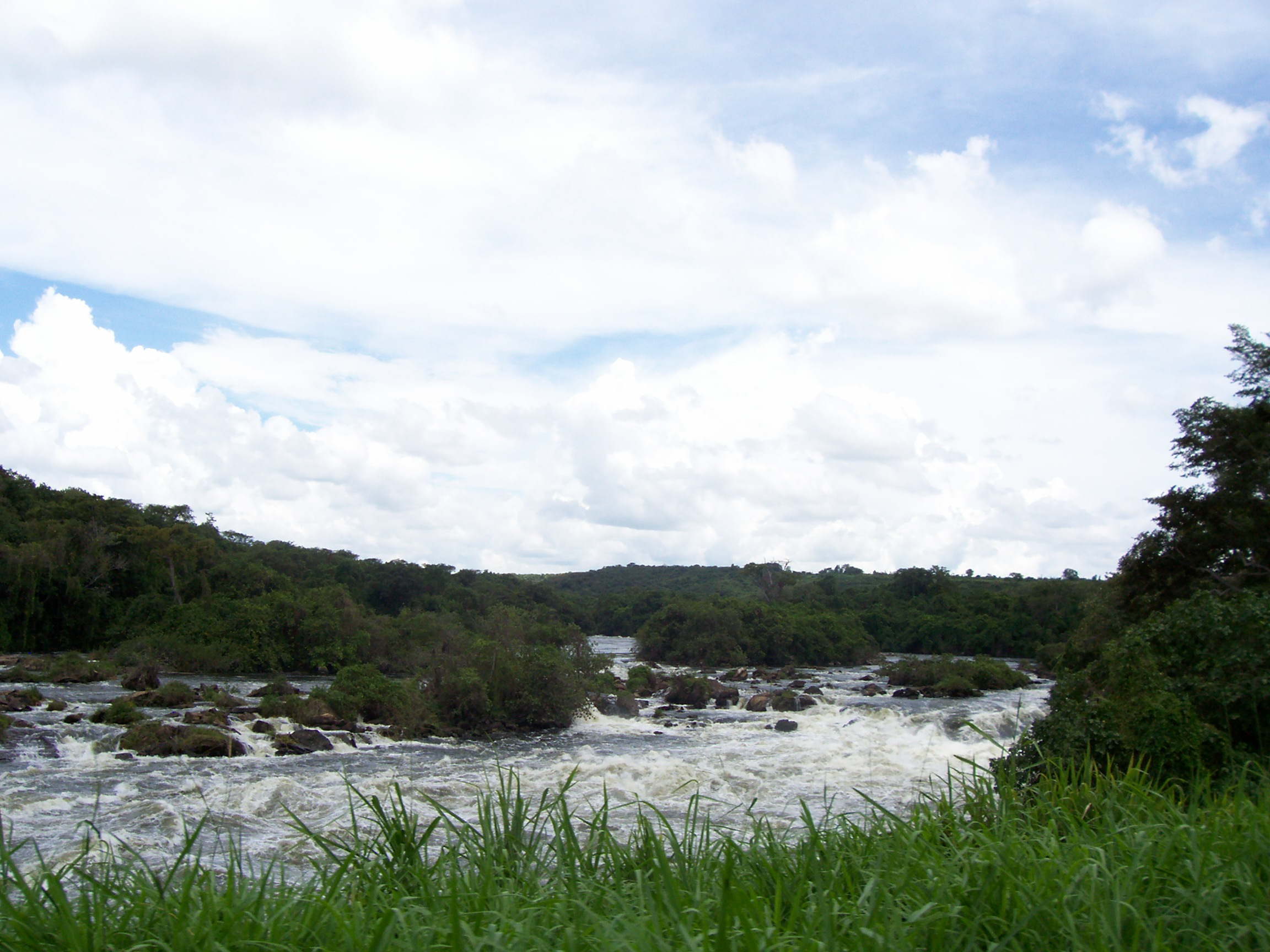
El Nil en Uganda
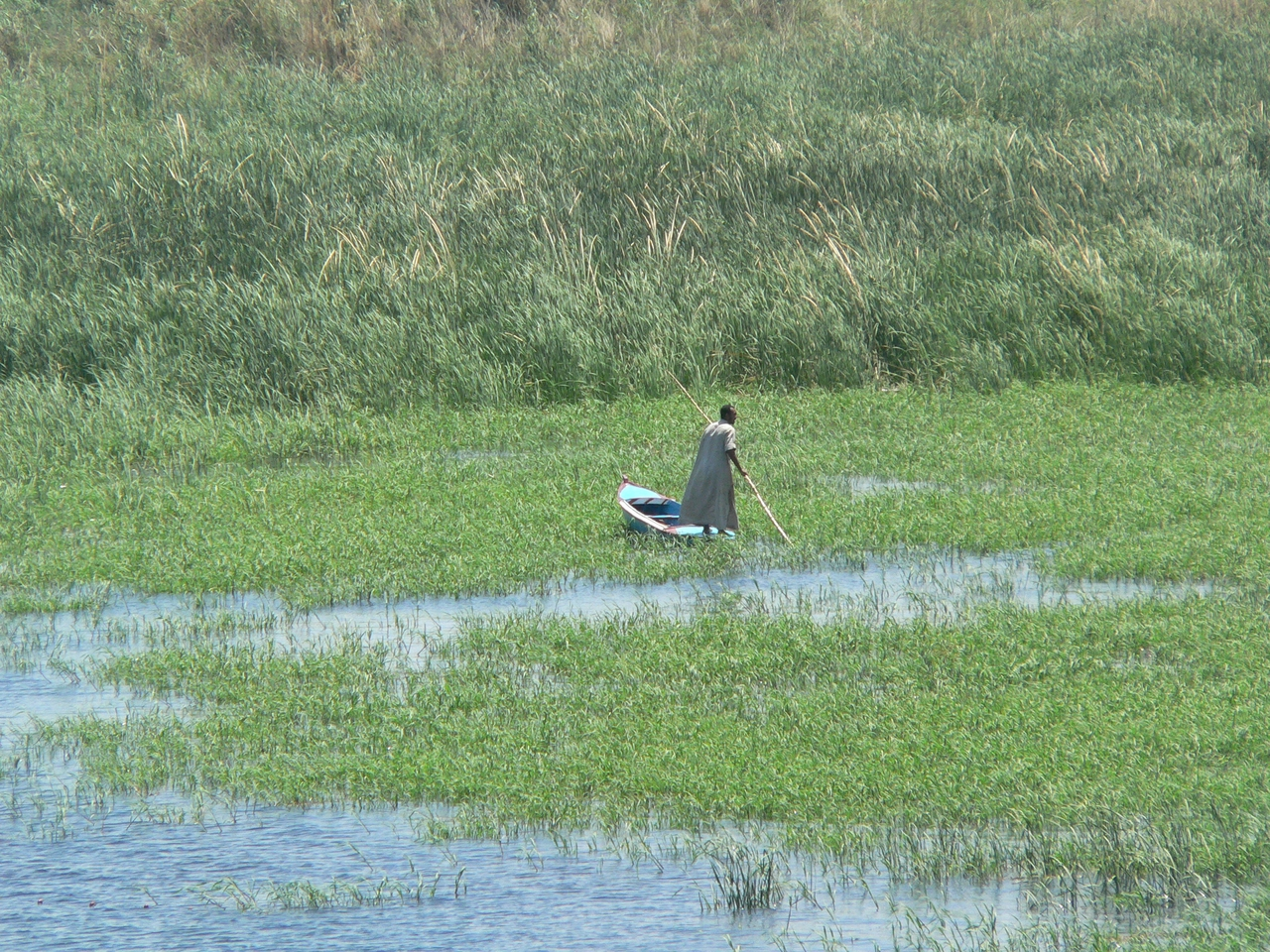
Flora del Nil